# Mihail Ostrovidov
Mihail Ostrovidov (Михаил Викторович Островидов, Mihail Viktorovič Ostrovidov; Zagreb, 5. veljače 1930. – 30. studenog 2016.) hrvatski novinar, televizijski i filmski snimatelj.

## Životopis

### Počeci
Maturirao 1949. u srednjoj Kinematografskoj školi u Zagrebu  na snimateljskom odjelu. Studirao povijest umjetnosti na Filozofskom fakultetu u Zagrebu (povijest umjetnosti), a kameru na Akademiji za kazališnu i filmsku umjetnost u Zagrebu.

### Novinarski i snimateljski rad
U novinarstvu od 1949. Počeo kao asistent snimatelja u uredništvu hrvatskoga filmskog žurnala Filmskog pregleda u Jadran filmu.
Kao fotoreporter i novinar surađivao u Vjesniku, Vjesniku u srijedu, Narodnom listu, Glasu rada, te sarajevskom Oslobođenju.
Uključio se 1956. u skupinu entuzijasta osnivača Televizije Zagreb, gdje je kao snimatelj, odnosno majstor reporter radio do umirovljenja 1991. Snimio je oko 20.000 priloga za Informativni program. Sa športskim reporterom Mladenom Delićem ostvario 1957. prvi izravni televizijski prijenos Televizije Zagreb sa stadiona u Maksimiru. Kamerom je izvještavao iz mnogih svjetskih zemalja: zabilježio je sastanke na vrhu SAD-SSSR, predsjedničke odnosno parlamentarne izbore u Sjedinjenim Američkim Državama, Francuskoj, Zapadnoj Njemačkoj itd. Izvještavao je o poljskoj krizi i padu tamošnjega prosovjetskog režima, o rušenju Berlinskog zida, o padu diktature u Nikaragvi, o stanju u Bagdadu uoči ratne operacije Pustinjske oluje itd.
Nakon umirovljenja nastavio je raditi kao ratni reporter u domovinskom ratu za CNN. 
Kao filmskog snimatelja birali su ga neki od najboljih hrvatskih redatelja. Filmovi koje je snimao dobili su petnaestak prvih nagrada na filmskim festivalima u svijetu i jednu nominaciju za Oscar

### Obitelj
Otac mu je prvi splitski neuropsihijatar Viktor Ostrovidov, izbjeglica iz Rusije.

## Filmografija (djelomična)
- 1001 crtež (1960., r. Dušan Vukotić)
- Igra (1962., r. Dušan Vukotić), nominacija za Oscar
- Žiri (1962., r. Ante Babaja)

## Nagrade i priznanja
- Grand Prix na Filmskom festivalu u Mannheimu za Igru (1962.)
- Zlatno pero Društva novinara Hrvatske (1980.)
- Nagrada "Otokar Keršovani" za životno djelo (2002.)